# Ettervitriska
Ettervitriska (Lactarius bertillonii) är en svampart som först beskrevs av Neuhoff ex Z. Schaef., och fick sitt nu gällande namn av Marcel Bon 1980. Ettervitriska ingår i släktet riskor och familjen kremlor och riskor.  Arten är reproducerande i Sverige. Inga underarter finns listade i Catalogue of Life.

## Källor

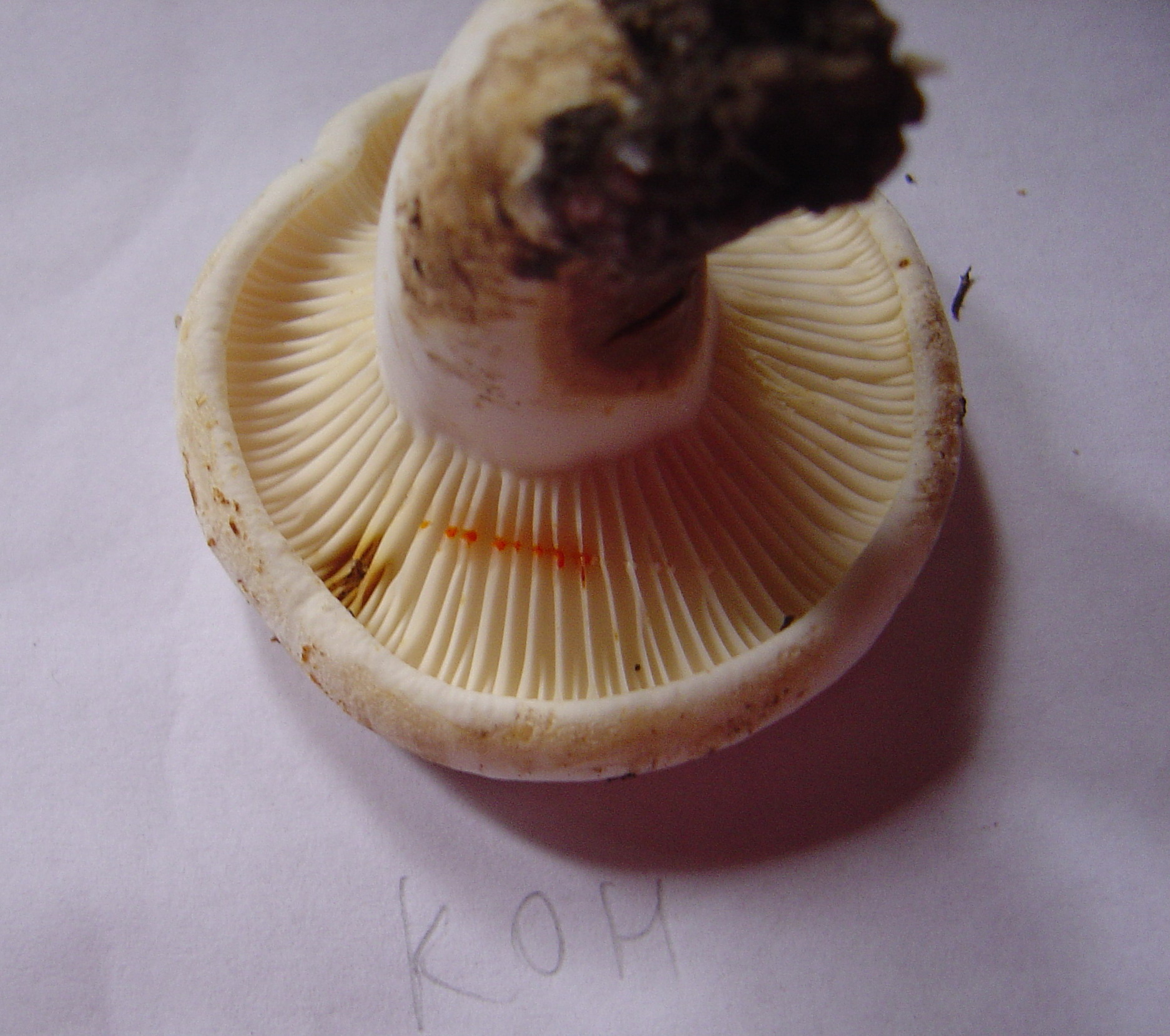
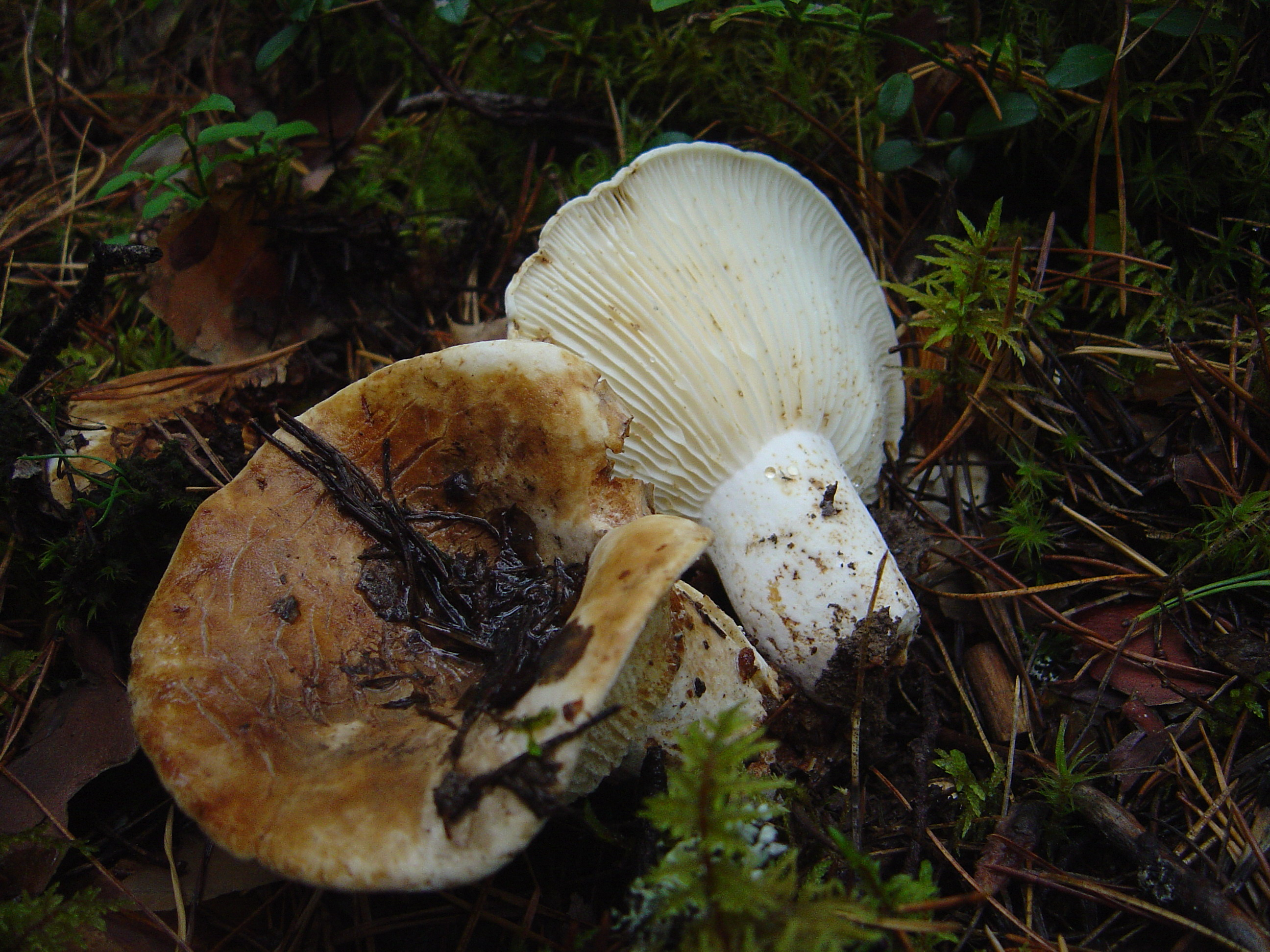